# Chrístos Spírtzis
Chrístos Spírtzis (grec moderne : Χρήστος Σπίρτζης) est un homme politique grec né le 7 mars 1969 à Athènes.
Il est ministre des Infrastructures, des Transports et des Réseaux entre le 4 novembre 2016 et le 9 juillet 2019.

## Biographie
Il saisit la justice en septembre 2022 pour une tentative d'espionnage de son téléphone portable dans le cadre du scandale des écoutes en Grèce sous le gouvernement de Kyriakos Mitsotakis.